# Palazzo Felici
Il Palazzo Felici di Norma è un edificio ottocentesco di chiara ispirazione al tipo palazzo signorile urbano, costituito da un corpo unico parallelepipedo libero su tutti i lati, di quattro livelli in elevazione e copertura a tetto.

## Ubicazione
Il Palazzo è ubicato lungo il corso principale della zona di espansione ottocentesca di Norma, e ne caratterizza, per dimensioni e preminenza, l'intero sviluppo, unendo le estremità di due piazze su cui si pongono le altre emergenze: la chiesa, la scuola e la fontana. Costituisce un isolato unitamente al retrostante complesso di edifici di servizio affacciati su una corte, il cui ingresso era chiaramente marcato da un arco poi demolito.

## L'edificio
I prospetti, interamente ad intonaco, si presentano scanditi in fasce orizzontali: basamento bugnato, secondo piano marcato nobile con aggetti e volute, coronamento con cornicione aggettante. Altri elementi caratterizzanti la Facciata sono: il grande portone di ingresso incorniciato con volute e stipiti in pietra, realizzato in legno ancora originale e caratterizzato da un superstite batacchio in bronzo a foggia di mano femminile; gli ingressi secondari simmetrici sui quarti della facciata; il balcone al piano nobile posto sull'asse di simmetria, sorretto da mensoloni in pietra e recinto da una balaustra in ferro battuto con decorazioni a paraste e greche; i marcapiano, le cornici delle finestre, ed i paraspigoli, marcati con semplici motivi a stucco; la zoccolatura in due ricorsi di pietra squadrata in grossi blocchi. Cornicione, stucchi marcapiano e volute, continuano sui prospetti laterali fino a terminare in un breve risvolto sul prospetto posteriore, dove il motivo caratterizzante, ormai difficilmente percepibile, era invece dato da dei balconcini di servizio posti sull'asse di simmetria a scalare dimensionalmente tra i livelli.
Altre singolarità del prospetto posteriore sono: un portone da stalla in posizione asimmetrica; cinque finestre a bocca di lupo sul lato sinistro, dove il terreno è più basso; e la presenza di anelli in ferro battuto incernierati a tasselli in pietra per consentire di legare animali domestici. L'androne, il vano scale, e parte degli ambienti del primo e secondo piano presentano decorazioni a tempera sulle volte e su alcune pareti, con motivi vari di
ispirazione bucolica, o geometrica, o grottesca. Ricorrono alcuni temi quale lo
stemma di famiglia, l'attività agricola e di cavalierato, ed in alcuni locali specifici del secondo piano il tema religioso e quello degli studi umanistici. Il principio costruttivo è quello delle murature portanti in pietrame e malta, con
orizzontamenti a volte realizzate in concrezione e pezzame sbozzato. Nella zona centrale si colloca un ampio vuoto a tutta altezza costituente il vano scale, sostenuto longitudinalmente su tutti i piani da corpi con volte a botte, ed
associato sull'asse di simmetria a dei grossi vani con coperture, estensioni ed
altezze singolari.
Nelle zone periferiche la struttura si regolarizza in maglie a corpo triplo; al piano terra vi sono volte a crociera impostate su archi a tutto sesto che aprono le
murature portanti; al piano primo volte complesse semplici fortemente ribassate; al piano secondo volte complesse anche di notevole articolazione; al piano terzo era previsto un controsoffitto in legno a travi e lacunari di cui rimane minima traccia.
La copertura è un tetto a capanna con teste a padiglione, struttura in legno, grande orditura costituita da puntoni alla piemontese e arcarecci, piccola orditura data da correnti e tavolato, manto in coppi.
Da ricerche condotte presso gli archivi preposti non sono risultati reperibili né il progetto originale né documentazione che renda chiaramente attribuibile la fabbrica. Per voce tramandata si riferisce che il progetto sarebbe di un non meglio
identificato Arch. Fontana, eminente personalità operante presso il Vaticano in Roma; notizia non confermata, ma surrogata dalle condizioni storiche della committenza. Trattasi infatti, come recita un'iscrizione sulla volta dell'androne, di
costruzione voluta dal Monsignor Annibale Felici, cubicularium del Pontefice, per ospitarvi Papa Pio IX in un soggiorno di riposo. Detto evento non si verificò per il sopravvenuto decesso del pontefice; e tale motivo, come anche le mutate
condizioni storiche post-unificazione ed il successivo decesso del Monsignore,
potrebbero essere la causa dell'incompiuta opera e del cambiamento di qualità
costruttiva tanto strutturale quanto di finitura.
Per quanto concerne la data si ha un solo riferimento certo nell.iscrizione di cui
sopra, che riporta l'anno 1860 senza specificare se trattasi di inizio o completamento dell'opera.
Di fatto i pochi documenti reperibili inerenti all'acquisizione dell'area edificatoria appartengono a date di molti decenni precedenti, eccetto uno riguardante presumibilmente un piccolo edificio poi demolito per costruire il Palazzo; la data di detto atto, qualora trattasi realmente del casolare di cui si trova traccia certa sia nelle fondazioni che nelle planimetrie catastali, è immediatamente successiva al 1860, ma sarebbe comunque poco attendibile per l.abitudine corrente, al tempo, di portare a rogito gli atti solo quando un notaio si rendeva disponibile. Certo è comunque che negli anni. 90 il palazzo, vista la documentazione attestante la vita che vi si svolgeva, si trovava già nella condizione realizzativa attuale, fatta eccezione per alcune finiture e decorazioni di inizio novecento, e naturalmente per le superfetazioni.
I procedimenti costruttivi ed i materiali usati sono anch'essi di non facile
attribuzione cronologica, ponendosi spesso in dialettica tra tradizione ed
innovazione, come anche tra regionalismo ed influssi di maestranze forestiere.
Notevolmente più chiara risulta invece la ricostruzione delle vicende successive la
morte del Monsignor Annibale Felici, che a partire dal 1903 hanno portato il
palazzo ad essere diviso in diverse unità residenziali ed a separarne i destini dagli
edifici di servizio costituenti la corte retrostante. Dal punto di vista edilizio la
suddivisione in appartamenti non ha comportato significative modifiche;
immediate sono state l'adeguamento di una scala di servizio retrostante lo scalone
principale, di cui rimangono tracce tra il secondo, il terzo ed il piano copertura; ed il frazionamento mediante tramezzature dei locali a piano terra. Effetto indotto è
stata invece la trasformazione in cucine di alcuni vani nei vari appartamenti, e la
successiva nascita di bagni interni in aggiunta, o sostituzione, dei locali igienici presenti sui balconi del prospetto posteriore, di cui rimane traccia originale al
piano terzo, e ristrutturata al piano secondo e primo, quest'ultima con
ampliamento.
Ulteriori modifiche sono antecedenti l'istituzione del Piano di
Fabbricazione del Comune di Norma, e pertanto non risultano da alcuna
documentazione permissoria: riguardano eventi edilizi di modesta entità, quale la
suddivisione di alcuni vani interni, le suddette modifiche ai balconi esistenti al
piano secondo e primo, la trasformazione in porte di alcune finestre del piano
terra. Ricadono invece nei primi anni ottanta la trasformazione in porta della
finestra a destra del portone centrale, la realizzazione di due balconi al primo
piano del prospetto posteriore, e l.avvio di un completamento poi abbandonato di
parte del piano terzo. Di più incerta ricostruzione è l.evoluzione degli infissi dei
negozi del piano terra, e delle reti impiantistiche posticce a vista sul prospetto posteriore.